# Sergei Makarenko
Sergei Makarenko (em russo:  Сергій Лаврентійович Макаренко, Kryvy Rih, Dnipropetrovsk, 11 de setembro de 1937) é um velocista ucraniano na modalidade de canoagem.
Foi vencedor da medalha de Ouro em C-2 1000 m em Roma 1960 junto com o seu companheiro de equipe Leonid Geyshtor.